# Дю Боске, Бернар
Бернар дю Боске (фр. Bernard du Bosquet, Bousquet или Bosqueto; ? — 19 апреля 1371, Авиньон, Папская область) — французский кардинал,  архиепископ Неаполя (Неаполитанское королевство) (1365—1368), педагог, доктор обоих прав.

## Биография

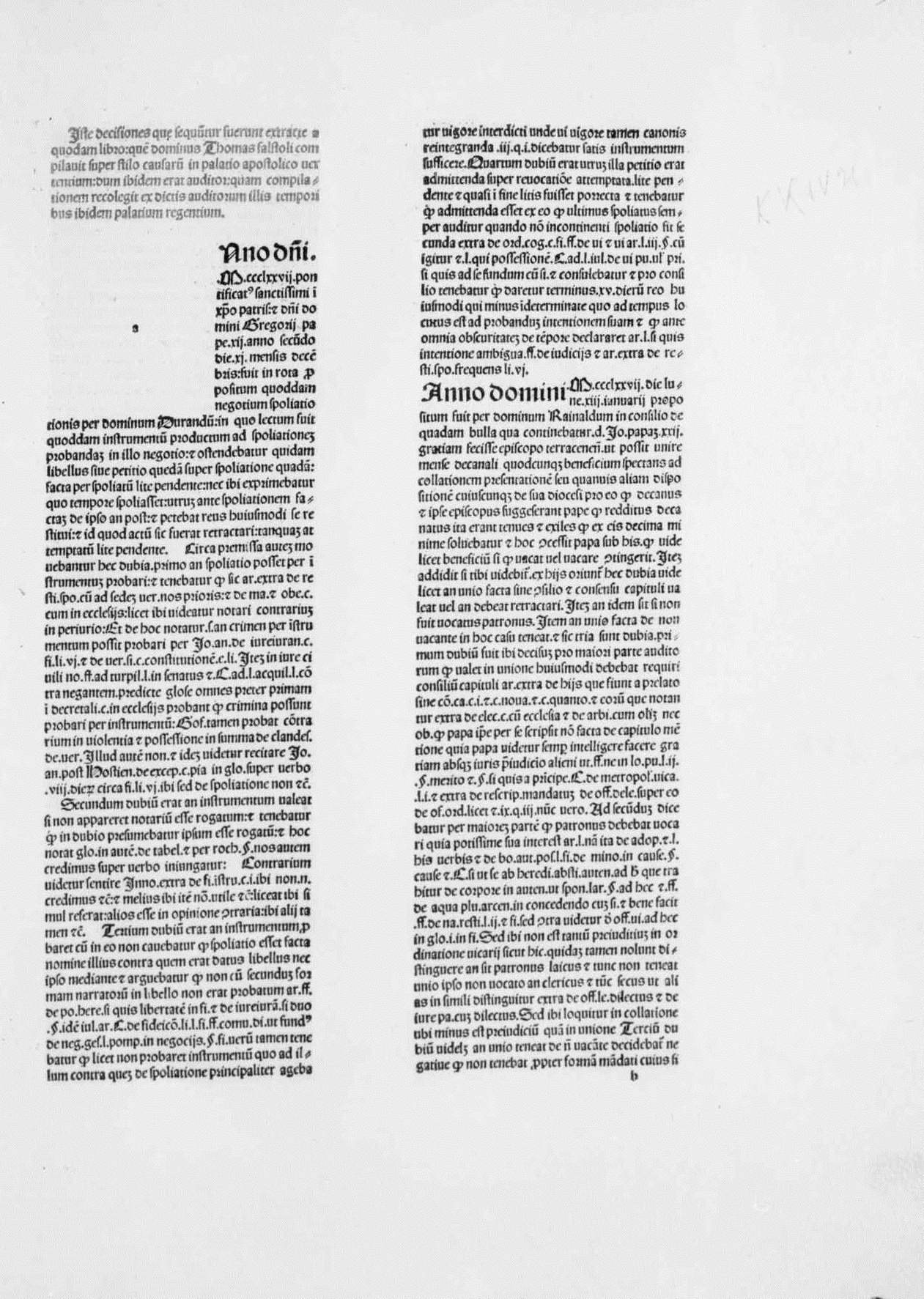
Фрагмент книги «Decisiones Rotae Romanae», 1486

Родился в Каоре в знатной семье. Получил степень доктора наук в области гражданского и церковного права.
С 1350 года — профессор университета Тулузы.
Служил папским капелланом, ревизором Апостольской палаты, каноником кафедрального собора в Бордо, затем собора в Каоре.
5 сентября 1365 года был назначен архиепископ Неаполя (Неаполитанское королевство и занимал этот пост до своего назначения кардиналом. В 1365 году, по просьбе Папы, основал Studium Romanum.
22 сентября 1368 года папа Урбан V назначил его Кардинал-священником с титулом церкви Санти-XII-Апостоли. Участвовал в конклаве 1370 года, на котором был избран папа Григорий XI.
Автор книги о Священной Римской Роте (Decisiones Rotae Romanae).
Умер в Авиньоне.